# スティーブンズ郡 (テキサス州)
スティーブンズ郡（スティーブンズぐん、英: Stephens County）は、アメリカ合衆国テキサス州の中央部北に位置する郡である。2010年国勢調査での人口は9,630人であり、2000年の9,674人から0.5％減少した。郡庁所在地はブレッケンリッジ市（人口5,780人）であり、同郡で人口最大の都市でもある。スティーブンズ郡は1858年に設立され、郡名は当初ジェームズ・ブキャナン大統領に因んでブキャナン郡と名付けられていたが、1861年にアメリカ連合国の副大統領を務めたアレクサンダー・スティーヴンズに因んで改名された。
テキサス州の歴史家で、後にアビリーン市のハーディン・シモンズ大学学長を務めたルパート・N・リチャードソンは、1891年にスティーブンズ郡カドーの町近くで生れた。
ヒューストン出身の石油関連機器会社の重役であり、1962年には共和党知事候補に指名されたジャック・コックスは1921年に郡内で生れた。

## 地理
アメリカ合衆国国勢調査局に拠れば、郡域全面積は921平方マイル (2,385 km2)であり、このうち陸地895平方マイル (2,318 km2)、水域は26平方マイル (67 km2)で水域率は2.91％である。

### 主要高規格道路
- アメリカ国道180号線
- アメリカ国道183号線
- テキサス州道67号線

### 隣接する郡
- ヤング郡 - 北
- パロピント郡 - 東
- イーストランド郡 - 南
- シャックルフォード郡 - 西
- スロックモートン郡 - 北西

## 人口動態
以下は2000年の国勢調査による人口統計データである。
| 基礎データ - 人口: 9,674人 - 世帯数: 3,661 世帯 - 家族数: 2,591 家族 - 人口密度: 4人/km2（11人/mi2） - 住居数: 4,893軒 - 住居密度: 2軒/km2（6軒/mi2） 人種別人口構成 - 白人: 86.89% - アフリカン・アメリカン: 2.92% - ネイティブ・アメリカン: 0.35% - アジア人: 0.29% - 太平洋諸島系: 0.02% - その他の人種: 8.15% - 混血: 1.39% - ヒスパニック・ラテン系: 14.66% 年齢別人口構成 - 18歳未満: 24.4% - 18-24歳: 9.1% - 25-44歳: 25.6% - 45-64歳: 23.2% - 65歳以上: 17.7% - 年齢の中央値: 39歳 - 性比（女性100人あたり男性の人口） - 総人口: 103.3 - 18歳以上: 103.0 | 世帯と家族（対世帯数） - 18歳未満の子供がいる: 31.2% - 結婚・同居している夫婦: 57.3% - 未婚・離婚・死別女性が世帯主: 9.9% - 非家族世帯: 29.2% - 単身世帯: 26.4% - 65歳以上の老人1人暮らし: 13.7% - 平均構成人数 - 世帯: 2.47人 - 家族: 2.96人 収入と家計 - 収入の中央値 - 世帯: 29,583米ドル - 家族: 35,293米ドル - 性別 - 男性: 26,421米ドル - 女性: 21,280米ドル - 人口1人あたり収入: 15,475米ドル - 貧困線以下 - 対人口: 15.6% - 対家族数: 12.6% - 18歳未満: 22.6% - 65歳以上: 10.4% |

## 都市と町
- ブレッケンリッジ - 郡庁所在地

## その他の町
下記の町は地元では認められているが、大変人口が少なく、集落あるいは村とも表現できる。
- カドー
- エオリアン
- ガンサイト
- ハーパーズビル
- アイバン
- ラカーサ
- ネセシティ
- ウェイランド
- リーチ